# Comuna Ialtușkiv, Bar
Ialtușkiv (în ucraineană Ялтушків) este o comună în raionul Bar, regiunea Vinnița, Ucraina, formată din satele Bilîciîn, Ialtușkiv (reședința) și Sloboda-Ealtușkivska.

## Demografie
Componența lingvistică a satului Ialtușkiv
     Ucraineană (97,75%)
     Rusă (2,1%)
     Alte limbi (0,09%)
Conform recensământului din 2001, majoritatea populației satului Ialtușkiv era vorbitoare de ucraineană (97,75%), existând în minoritate și vorbitori de rusă (2,1%).